# Château de la Haye-Saint-Hilaire
Le château de la Haye-Saint-Hilaire est un ancien château remontant au XIIIe siècle situé sur la commune Saint-Hilaire-des-Landes dans le département d'Ille-et-Vilaine en Bretagne. 

## Situation
Le château est situé au sud-ouest du bourg de Saint-Hilaire-des-Landes. Il se trouve non loin de la route départementale D 18 allant du bourg de Saint-Hilaire-des-Landes à celui de Saint-Sauveur-des-Landes.

## Histoire
Le château actuel a été reconstruit entre 1600 et 1620 sur un château des XIIIe et XIVe siècles, dont il ne reste que quelques éléments.
Le château est resté depuis ses origines la propriété de la famille La Haye Saint-Hilaire.
En 2019, les héritiers du comte Lionel de La Haye Saint-Hilaire, décédé en mars 2016, mettent le château en vente.

Il est inscrit au titre des monuments historiques par arrêté du 5 novembre 1926 puis à nouveau le 20 mars 1995.

## Description et architecture
Autour d'une cour carrée, le château comprend un logis principal (au sud-est), un pavillon, des communs (à l'ouest) et une chapelle dédiée à la Sainte-Famille (dans l’angle nord-est). Une tour ronde datant du XIIIe siècle se trouve au milieu de la cour.
L’ensemble est entouré de douves ; un pont et un portail marque l’entrée principale de l'ensemble.

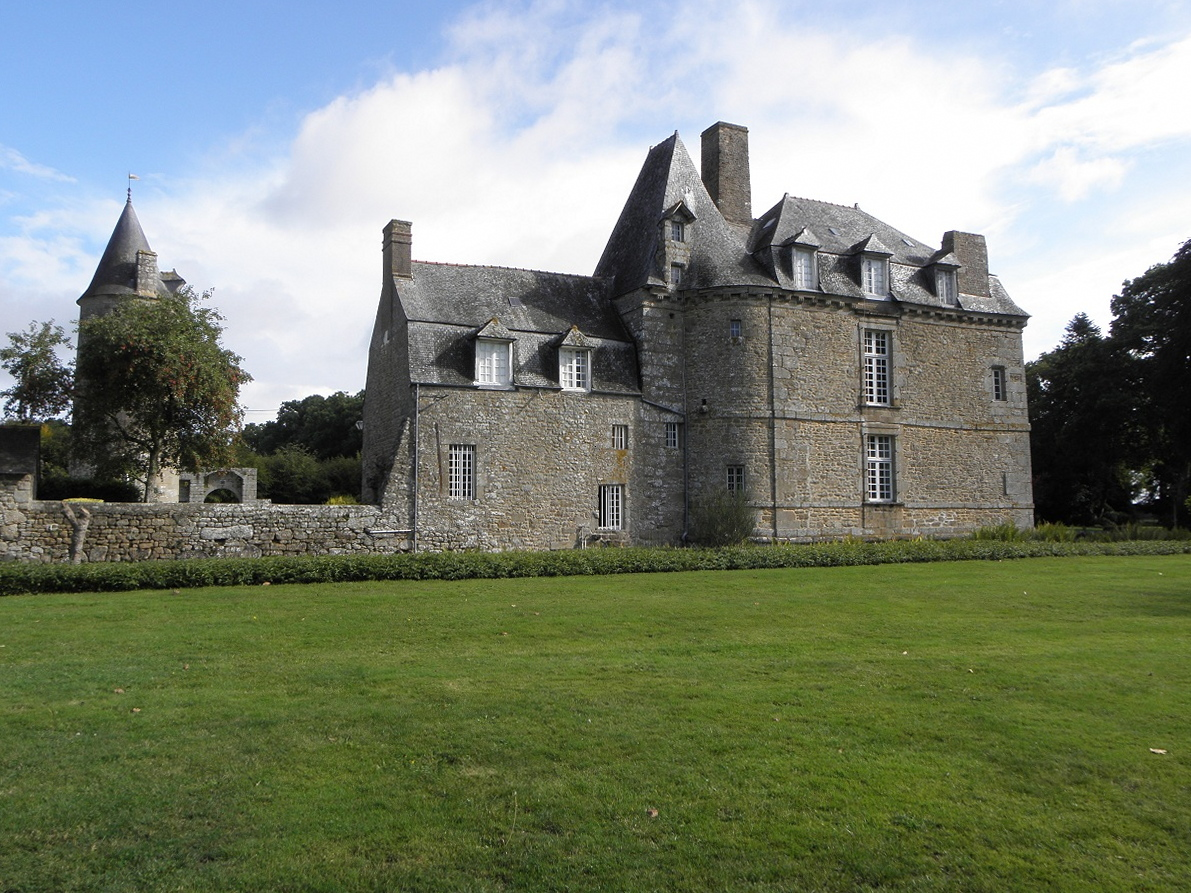
Vue méridionale de la tour (à gauche) et du logis du château (à droite).
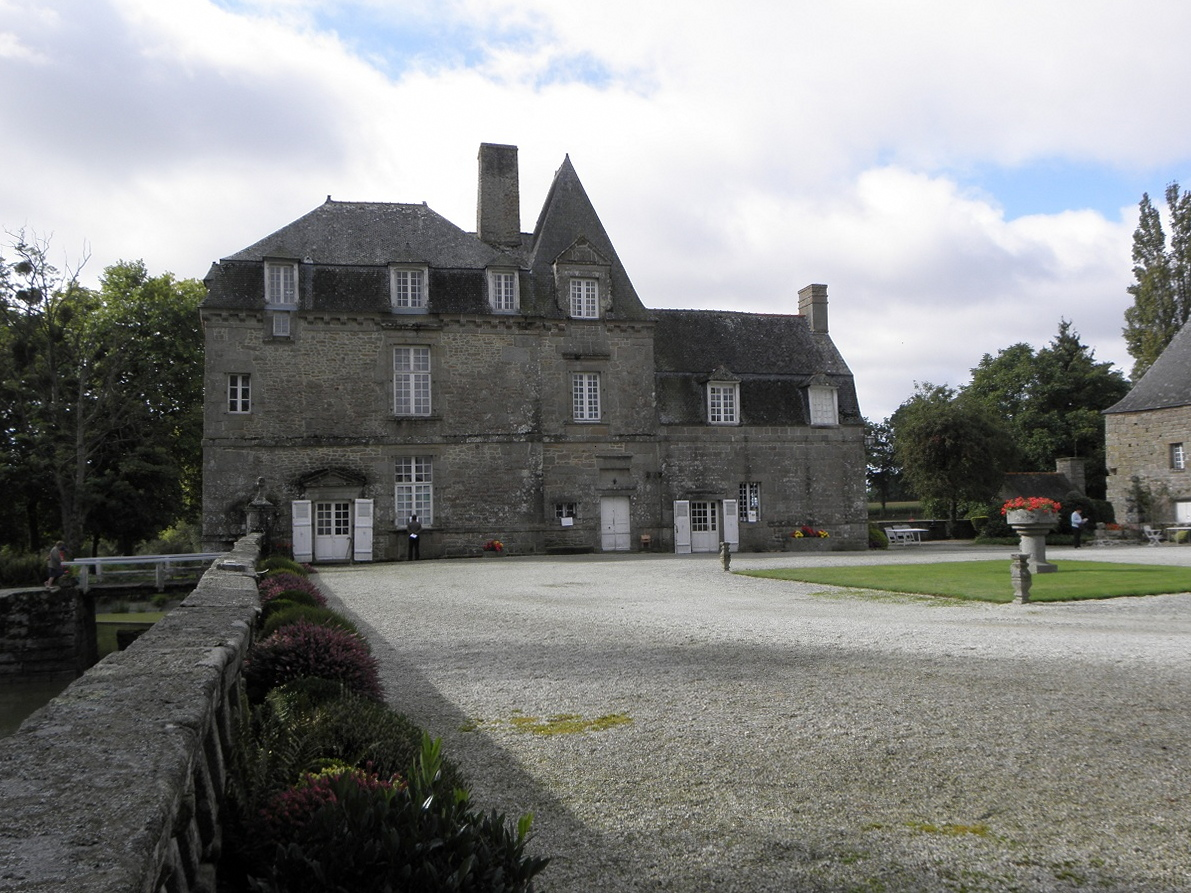
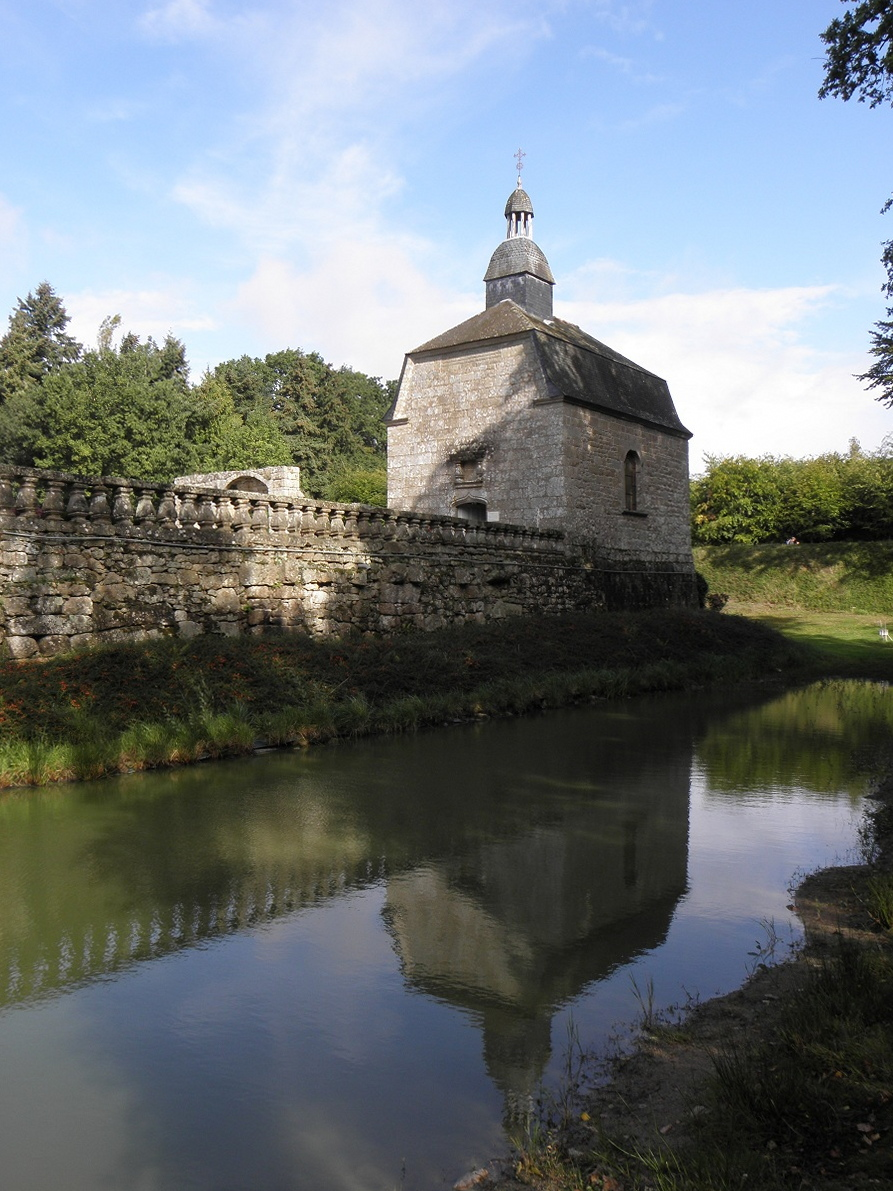
Douves et chapelle de la Sainte-Famille.